# Pataňdžaliho jógasútra

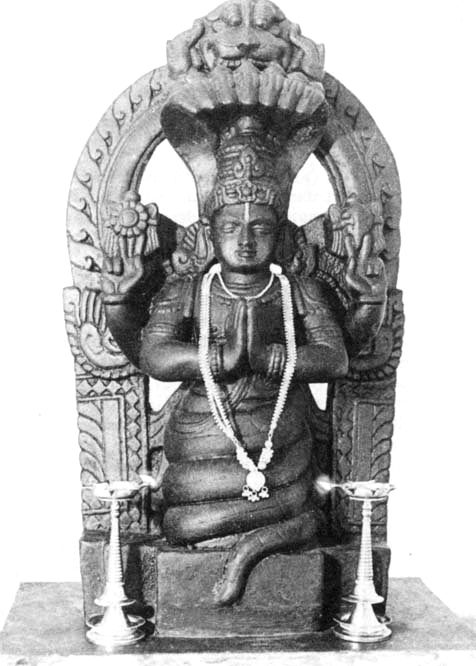
Patañjaliho socha (tradiční forma zobrazující kundalini, inkarnaci Sheshi

Pataňdžaliho jógasútra, řidč. jóga sútra je sbírka 196 indických aforismů (súter) o teorii a praxi jógy. Jógasútra byla sestavena cca 200 let před n. l. mudrcem Pataňdžalim, který shrnul dosavadní znalosti o józe. Pataňdžaliho jógasútra byl nejčastěji překládaný staroindický text ve středověku, byl přeložen do cca 40 indických a 2 neindických jazyků - starojávštiny a arabštiny. Dílo upadlo do zapomnění na téměř 700 let a renesanci zažilo na konci 19. století díky úsilí Svámího Vivékánandy a teosofické společnosti. Popularity dosáhlo především ve 20. století.
Středověké indické józe ovšem dominovaly různé jiné texty, jako například Bhagavad Gítá a Jóga Vasiṣṭha. Hinduistická ortodoxní tradice považuje Jógasútru za základní text klasické filozofie jógy.

## Autorství
Jógasútra se přičítá Pataňdžalimu, nicméně autor stejného jména napsal i text o sanskrtské gramatice Mahābhāṣya, tedy o úplně jiném tématu, což nebylo obvyklé, a proto existují pochybnosti o jménu skutečného autora. Vznik jednotlivých částí lze datovat v rozmezí od 500 př. n. l. do 3. století n. l.
Jógasútra vychází ze dvou různých tradic. a to z "osmi údů jógy" (aštánga jóga) a z akční jógy (krijá jóga). Krijá jóga je obsažena v kapitole 1, kapitole 2 v sútře 1-27, kapitole 3 s výjimkou sútry 54, a kapitole 4. Aštánga jóga je popsána v kapitole 2 sútře 28-55, a kapitole 3 sútře 3 a 54.

## Obsah
Pataňdžali rozdělil dílo do čtyř kapitol či knih (pada) obsahujících 196 aforismů takto:
- Samádhi Pada[11][12] (51 súter). Samádhi odkazuje na stav přímého a spolehlivého vnímání (pramaňa), kde je jóginovo sebevnínámí absorbováno do objektu, o kterém medituje, skrze ponoření do hlubin mysli k dosažení kaivalji. Autor popisuje samotnou jógu a pak povahu a prostředky k dosažení samádhi. Tato kapitola obsahuje slavný definiční verš jógy: "Yogaś citta-vrtti-nirodhaḥ" .[13]
- Sádhana Pada[11][12] (55 súter). Sádhana je sanskrtské slovo pro praxi nebo disciplínu. Kniha popisuje dvě formy jógy: krijá jógu a aštánga jógu (osmidílná jóga).
  - Krijá jóga je praxe tří částí: tapas, svadhyāya, a iśvara praṇidhana – skromnost, samostudium a oddanost Bohu.
  - Aštánga jóga je složena z osmi údů: Yama, Niyama, Āsana, Prāṇāyāma, Pratyāhāra, Dhāraṇā, Dhyāna a Samādhi.
- Vibhúti Pada[11][12] (56 súter).[14] Vibhúti je sanskrtské slovo pro sílu a její projev. Paranormální síly (Sanskrt: siddhi) jsou získané praxí jógy. V kombinaci praxí Dhāraṇā, Dhyāna a Samádhi se odkazuje na samyamu k dosažení různých dokonalostí, neboli siddhi. Text varuje (III.37), že se tyto síly mohou stát překážkou pro jógína, který usiluje o osvobození.
- Kaivalja Pada[11][12] (34 súter). Kaivalja se doslovně překládá jako izolace, ale zde toto slovo je ve významu emancipace a osvobození, analogicky termínu mókša (osvobození). Kaivalja Pada popisuje proces osvobození a realitu transcendentálního ega.

#### Překlady
- Bryant, Edwin F. (2009) Jóga Sutras Patanjali. New York: North Point Press. ISBN 978-0-86547-736-0
- TOLA, Fernando; DRAGONETTI, Carmen; PRITHIPAUL, K. Dad. The Yogasūtras of Patañjali on concentration of mind. [s.l.]: Motilal Banarsidass, 1987.

#### Praxe a komentáře
- Govindan, Marshall. Kriya Yoga Sutras of Patanjali and the Siddhas, Babaji’s Kriya Yoga and Publications,2000, 2nd edition 2010, ISBN 978-1-895383-12-6
- Iyengar, B.K.S. (1993, 2002). Light on Yoga Sūtras of Patañjali. Hammersmith, London, UK: Thorsons. ISBN 978-0-00-714516-4
- Master, E. K. The Yoga of Patañjali Kulapathi Book Trust ISBN 978-81-85943-05-3
- Swami Satyandanda Four Chapters on Freedom: Commentary on the Yoga Sutras of Patanjali ISBN 81-85787-18-2

#### České překlady
- Patañjaliho Jóga-sútry jen překlad bez sanskrtu (Z. Jaroš)

#### Anglické překlady
- James Woods, Patañjaliho systém jógy; neboli starobylé hinduistické doktríny koncentrace mysli; Patañjaliho Jóga-sútry (1914), Harvard University Press
- Jóga Sútry Patañjaliho, překlad BonGiovanni, na sacred-texts.com
- Jóga Sútry a související jógové texty, na sanskritdocuments.org
- Ganganath Jha (1907), Filozofie jógy s Vjása Bhášjou a poznámkami

#### Komentáře
- Patañjali - Jóga-Sútry: překlad slovo od slova s gramatikou a komentář
- Patañjaliho Jóga Sútry: Kniha duchovního člověka od Patañjaliho, výklad Charles Johnston, v Projektu Gutenberg
- Jóga Sútry on-Line Program, podle A. G. Mohan
- Jóga Sútry Patañjaliho: Buddhistický Komentář.
- Jóga Sútry Komentář Moderní Mystic.